# الطغاة الثلاثون
الطغاة الثلاثون هواسم أطلق على حكومة أثينا بعد أن استولى الأسبارطيون على المدينة عام 404 ق.م. والرجال الذين حكموا في ذلك الوقت، أُطلق عليهم باختصار اسم الثلاثون كما ولقبوا لاحقا بالطغاة الثلاثون وقاد السياسي الأثيني البارز قريطياس مجموعته القوية. وقد تم تكليفهم بالقيام بإصلاح دستور أثينا، على خط محافظ. غير أن قريطياس وبعض أتباعه، حاولوا تنصيب حكومة عسكرية دائمة. وقد انتهى عهدهم المرعب عام 403 ق.م، عندما أعيدت الديمقراطية القديمة، إلى أثينا، وغادرت القوات الأسبرطية المدينة. وهناك مجموعة من المدعين حاولوا السيطرة على الإمبراطورية الرومانية حوالي عام 260م، وقد أُطلق عليهم كذلك اسم الطغاة الثلاثون.